# 伊索贝尔·毕晓普
伊索贝尔·毕晓普（英語：Isobel Bishop，1991年9月8日—），澳大利亚女子水球运动员。她曾代表澳大利亚国家队参加2016年夏季奥林匹克运动会水球比赛，获得第六名。